# Pilă de combustie cu alimentare indirectă cu metanol
O pilă de combustie cu alimentare indirectă cu metanol (în engleză indirect methanol fuel cell – IMFC), sau pilă de combustie cu metanol reformat (în engleză reformed methanol fuel cell – RMFC) este o variantă a pilei de combustie cu membrană schimbătoare de protoni în care combustibilul (metanolul, CH3OH) este reformat înainte de a alimenta pila.

## Descriere
Pilele de tip IMFC sunt formate dintr-un sistem de producere a hidrogenului prin reformare, o pilă de combustie, un sistem de stocare a combustibilului și echipamentele auxiliare necesare funcționării pilei.
Pilele de acest tip oferă o serie avantaje față de pilele de combustie cu alimentare directă cu metanol (în engleză direct methanol fuel cell – DMFC), cum ar fi un randament mai mare, stive de celule mai mici, mai puține cerințe privind puritatea metanolului, lipsa gestionării apei, o funcționare mai bună la temperaturi scăzute și stocarea simplă la temperaturi sub 0 °C, deoarece metanolul este lichid între −97,0 °C și 64,7 °C și deoarece în pilă nu există un amestec de metanol lichid și apă, care ar putea distruge membrana DMFC în caz de îngheț.
Motivul pentru care IMFC are un randament ridicat față de DMFC este faptul că pila de combustie este alimentată cu un gaz care conține hidrogen în loc de metanol, iar suprapotențialul (pierderea de putere pentru conversia catalitică) pe anod este mult mai mic pentru hidrogen decât pentru metanol. În schimb, pilele IMFC funcționează la temperaturi mai ridicate, prin urmare au nevoie de o gestionare mai avansată a căldurii și de o izolație mai bună. Produsele reziduale ale aceste tipuri de pile de combustie sunt dioxidul de carbon și apa.

## Combustibilul
Drept combustibil este utilizat metanolul deoarece are o fracție masică de hidrogen relativ mare (4/32 = 0,125), adică este un purtător de hidrogen, și poate fi reformat cu abur în hidrogen la temperaturi relativ scăzute în comparație cu alți combustibili (hidrocarburi). În plus, metanolul se găsește în mod natural, este biodegradabil și are o densitate energetică mare.
Reformarea metanolului are nevoie de un adaos de apă din care se formează aburul necesar reacției. De aceea, sistemele de stocare pot stoca sau exclusiv metanol (standardul industrial IMPCA), sau un amestec de 60 % metanol și 40 % apă, amestec uzual pentru pilele IMFC. Sistemul cu stocare doar a metanolului asigură un consum de metanol mai mic, dar apa necesară reacției provine din condensarea umidității de la catodul celulelor, ceea ce complică instalația.

## Procesele de lucru
Înainte de a intra în pila de combustie este necesară obținerea hidrogenului, etapele producerii fiind: metanol → oxidare parțială/reformare autotermă  → reacția gazului de apă → oxidare preferențială. Reacția de reformare a metanolului are loc la temperaturi de 250–300 °C și produce H2 și CO2.
După pilă mai sunt necesare un reactor catalitic platină-alumină (Pt–Al2O3) care să „ardă” resturile de metanol rămase din reacțiile anterioare și un condensator.

## Echipamente auxiliare
Echipamentul auxiliar necesar funcționării pilei constă din pompele de combustibil, compresorul de aer, eventualele dispozitive pentru circulația fluidelor în pilă și sistemul de control al pilei.

## Utilizări
Sunt realizate pile cu puteri până la 8 MW. Se folosesc ca centrale electrice mici, centrale pentru urgențe, centrale auxiliare (în engleză auxiliary power unit – APU) și ca extensii ale bateriilor autovehiculelor electrice. Avantaje: randament mai bun și întreținere mai simplă ca cele ale motoarelor cu ardere internă, zgomot redus, fără emisii de particule și NOx.